# Kaisa Mäkäräinen

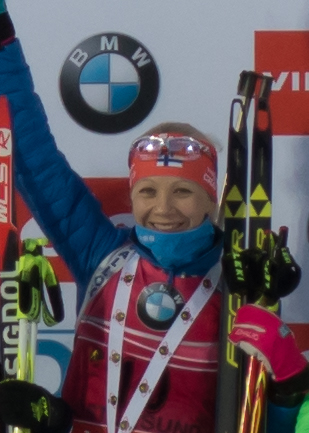
Kaisa Mäkäräinen efter vinst i jaktstarten i Östersund 2015

Kaisa-Leena Mäkäräinen, född 11 januari 1983 i Ristijärvi, är en finländsk skidskytt.

## Karriär
Mäkäräinen har tävlat i världscupen sedan säsongen 2005/2006. Hennes första pallplatser i världscupen kom säsongen 2007/2008. Då blev det en andra plats i sprinten i Pokljuka och en tredje plats i jaktstarten i Ruhpolding. Säsongen därefter, 2008/2009, lyckades hon ta ytterligare två pallplatser. Den här gången två andraplatser i Antholz, i jaktstarten och i masstarten. Under säsongen 2009/2010 tog hon en tredje plats som bäst.
Mäkäräinen vann skidskyttetävlingen World Team Challenge 2011 tillsammans med Carl Johan Bergman.
Kaisa Mäkäräinen utsågs till årets idrottare 2011 i Finland. Priset delades ut under finska idrottsgalan 16 januari 2012. Hon vann före längdskidåkaren Matti Heikkinen som vann guld på 15 km under VM 2011 och Finlands herrlandslag i ishockey som vann ishockey-VM 2011.I VM i Ruhpolding tog Mäkäräinen brons i masstarten.
Mäkäräinen har också deltagit i en del längdskidåkningstävlingar. Bland annat 2013 deltog hon i längdskidåknings-VM i 15 kilometer fristil och kom på en 12:e plats. Hon har också varit med i finska längdskidåkningstävlingar. Där har hon vunnit en del av tävlingarna.
Efter säsongen 2014/2015 gick det rykten om att Mäkäräinen skulle avsluta sin skidskyttekarriär, men i början av sommaren 2015 meddelade hon att hon skulle fortsätta åtminstone ett år till.
Efter säsongen 2015/2016 var det igen oklart om Mäkäräinen skulle fortsätta med sin skidskyttekarriär. I en livesändning berättade hon att hon skrivit ett kontrakt med det finska skidskyttelandslaget på 1+1 år. Det betydde att hon skulle fortsätta två år till. Mäkäräinen sa också att hon var intresserad av att delta i VM i längdskidåkning i Lahtis i Finland 2017.
Efter tävlingarna i Kontiolax 2020 meddelade hon att hon lade bössan på hyllan för att skaffa familj.

## Säsongen 2010/2011
Kaisa Mäkäräinen inledde säsongen 2010/2011 med två segrar i världscupen i Östersund. Under VM i Chanty-Mansijsk 2011 vann Mäkäräinen två individuella medaljer. I sprinten tog hon silver bakom Magdalena Neuner och i jaktstarten vann hon guldet efter att Neuner bommat i sista skyttet.
Kaisa Mäkäräinen kom fyra i jaktstarten i världscupavslutningen den 19 mars 2011 och tog därmed hem jaktstartscupen säsongen 2010/2011. Hon utökade också ledningen i den totala världscupen, närmast jagad av Tora Berger och Helena Ekholm. Efter att ha kommit på 15:e plats i säsongens sista tävling säkrade Mäkäräinen den totala världscupen.

## Säsongen 2013/2014
OS i Sotji blev ett stort misslyckande för Mäkäräinen eftersom hon inte lyckades ta en enda medalj. Efter OS tog hon sin första världscupseger på över två år när hon vann jaktstarten i Pokljuka och tog över ledningen i totala världscupen från Tora Berger.
När världscupen drog vidare till Kontiolax vann hon alla tre lopp som kördes där och utökade sin ledning i världscupen. I världscupavslutningen i Holmenkollen tog Tora Berger in på Kaisa Mäkäräinen i totalen efter att Mäkäräinen hade kört ett svagt sprintlopp. Berger placerade sig även före henne i jaktstarten. Mäkäräinen vann till slut världscupen med bara fyra poäng mer än Tora Berger efter att hon kommit sjua i den avslutande masstarten. Hon vann även jaktstartscupen och sprintcupen.

## Säsongen 2014/2015
Mäkäräinen dominerade världscupen fram till juluppehållet den 21 december 2014. Hon vann fyra av nio tävlingar och stod på pallen sju gånger. Aldrig tidigare hade Mäkäräinen varit i sådan god form. När julpausen kom ledde hon världscupen med över 120 poäng. Efter julpausen hade Mäkäräinen det litet svårare, med placeringar som 4, 7, 15 och 20. Hon slutade på andra plats i den totala världscupen den säsongen, men lyckades vinna distanscupen och jaktstartscupen och slutade tvåa i sprintcupen.

## Säsongen 2015/2016
Säsongen 2015/2016 var en tyngre säsong för Mäkäräinen. Hennes dominans var inte lika stor denna säsong. Mäkäräinen fick ändå fyra vinster, två andraplatser och tre tredjeplatser under säsongen. Dessutom vann Mäkäräinen ett brons under VM-tävlingarna i Oslo. Mäkäräinen blev fyra i den totala världscupen med 892 poäng.

## Säsongen 2016/2017
Mäkäräinen tog tre världscupsegrar, slutade på andra plats fyra gånger och på tredje plats tre gånger. Dessutom tog hon brons i masstarten i VM i Hochfilzen. Hon slutade på tredje plats i den totala världscupen med 971 poäng. Hon var trea även i sprintcupen, jaktstartscupen och masstartscupen.

## Säsongen 2017/2018
Säsongen 2017/2018 vann Mäkäräinen den totala världscupen och masstartscupen. Mäkäräinens OS blev dock en besvikelse, hon lyckades inte ta en enda medalj. Hon berättade en månad efter säsongsavslutningen att karriären skulle fortsätta åtminstone ett år till.

### Pallplatser (inte uppdaterad)
| Vinster | Andraplatser | Tredjeplatser |
| --- | --- | --- |
| - 3 december 2010 - 5 december 2010 - 6 mars 2011 - 11 januari 2012 - 12 februari 2012 - 8 mars 2014 - 13 mars 2014 - 15 mars 2014 - 16 mars 2014 - 7 december 2014 - 12 december 2014 - 14 december 2014 - 21 december 2014 - 12 februari 2015 - 20 mars 2015 - 6 december 2015 - 20 december 2015 - 17 mars 2016 - 19 mars 2016 | - 15 december 2007 - 24 januari 2009 - 25 januari 2009 - 12 december 2010 - 16 december 2010 - 5 mars 2011 - 4 december 2011 - 9 december 2011 - 19 januari 2012 - 11 februari 2012 - 17 mars 2012 - 7 december 2012 - 17 januari 2013 - 14 december 2013 - 3 januari 2014 - 4 januari 2014 - 9 mars 2014 - 4 december 2014 - 20 december 2014 - 23 januari 2015 - 8 februari 2015 - 14 januari 2016 - 12 februari 2016 | - 13 januari 2008 - 5 december 2009 - 10 december 2010 - 18 december 2010 - 16 januari 2011 - 3 december 2011 - 11 mars 2012 - 18 mars 2012 - 8 december 2012 - 11 januari 2013 - 19 januari 2013 - 17 mars 2013 - 12 januari 2014 - 6 december 2014 - 24 januari 2015 - 11 mars 2015 - 19 december 2015 - 8 januari 2016 - 13 mars 2016 |

## Övriga meriter
- Vinnare av totala världscupen 2010/2011 & 2013/2014 & 2017/2018
- Vinnare av sprintcupen 2013/2014
- Vinnare av jaktstartscupen 2010/2011, 2013/2014 och 2014/2015
- Vinnare av distanscupen 2014/2015